# 德瑞克·基特
德瑞克·山德森·基特（英語：Derek Sanderson Jeter，1974年6月26日—），前美國職棒大聯盟選手。基特為紐約洋基隊史上第13位隊長，守備位置為游擊手。1995年，基特成為大聯盟的球員，同年獲得美國聯盟的年度最佳新人。職業生涯還獲得過美國職棒大聯盟明星賽最有價值球員獎、世界大賽最有價值球員獎、4次銀棒獎以及5次金手套獎。2020年1月，以史上第二的得票率入選美國國家棒球名人堂。

## 早年
基特出生於紐澤西州的Pequannock Township，父親是非洲裔美國人，母親是愛爾蘭裔美國人。在他4歲的時候，整個家庭已經搬往密西根州的卡拉马祖。
根據他小學同學的敘述，基特小時候就是不折不扣的洋基迷，不只夏天戴洋基球帽，冬天圍洋基圍巾，就連內褲也堅持要有洋基隊徽，可說是迷戀洋基到骨子裡。
高中時代，基特是Kalamazoo Central High School的棒球明星，他亦參與籃球運動。高中的棒球成績：二年級取得.557的打擊率，接著第3年他取得.508打擊率（59個打數，擊出30支安打），包含4支全壘打、23分打點和21次保送上壘，只有1次被三振出局。
基特在高中時代取得多個獎項，包括1992年美國棒球教練協會的最佳高中球員獎、佳得樂高中最佳球員獎以及今日美國最佳高中球員獎。
高中畢業後，基特本為密歇根大學的學生；但他在1992年大聯盟選秀會中，以第1輪第6順位被紐約洋基簽下，成為職業球員。不過基特表示最後會回到大學取得學位。

## 職業生涯

### 小聯盟時期
基特在小聯盟累積了4年經驗，在1A級開始球員生涯，經歷了2年，在南極聯盟取得了最佳將來大聯盟球員，以及最佳防守游擊手等獎項。
1994年，他獲得年度最佳小聯盟球員獎，由The Sporting News、棒球週報及Topps選出。他在小聯盟的各項比賽繳出打擊率.344、5支全壘打、68個打點及50次盜壘成功的成績。

### 紐約洋基
1995年－2002年

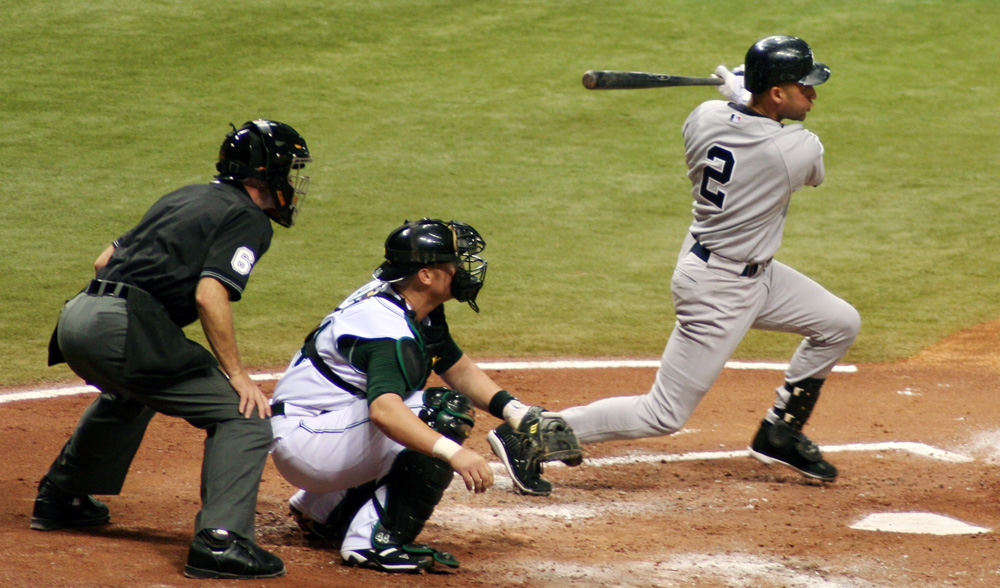
基特在一場比賽中進行打擊。

1996年球季，基特開始成為洋基主力球員，為4名著名老將之一（其餘3名為荷黑·波沙達、馬里安諾·李維拉和安迪·派提特，現均已退休)，這4名大聯盟球員都在洋基隊開始職業生涯。
1995年5月30日，基特的職棒大聯盟首次亮相，在國王巨蛋迎戰西雅圖水手；在對水手系列賽當中，成功從經驗豐富的投手Tim Belcher身上，打出大聯盟生涯第1支安打。經過13場比賽後，基特再次回到小聯盟。
1996年球季，基特回到洋基隊。在該年球季繳出打擊率.314，10支全壘打，78次得分的成績，獲得美國聯盟年度最佳新人獎。1999年球季，以219支安打在美國聯盟排行第一。
2000年球季，基特成為美國職棒大聯盟史上第1位於同一年獲得明星賽及世界大賽最有價值球員這兩項殊榮的球員。
2001年球季，洋基隊連續4年成功晉級世界大賽，對手是亞利桑那響尾蛇。基特第4場比賽中在第10局從投手金炳賢手中敲出2分全壘打，從而赢得比赛。由於該年球季受到九一一恐怖襲擊的影響，比賽首次在11月進行，因此取得了11月先生（Mr.November）的綽號（是根據瑞吉·傑克森綽號Mr.October所影響）。
2003年－2013年
2003年6月3日，基特被任命為紐約洋基隊長；自1995年前隊長丹·馬丁利退休後，隊長一職懸空了8年。這個球季雖然受傷缺席了36場比賽，但他仍以.380打擊率在該季取得最高打擊率。接著他與洋基續約10年，年薪為2060萬美元。
2004年球季，開季的時候出現低潮，打擊率只有.189，4月曾有32次打擊、0次上壘的差劣成績。不過他很快回復狀態，球季結束時打擊率回升到.292，並打出球員生涯第2高的23支全壘打。
2006年球季，他加入美國棒球代表隊在世界棒球經典賽亮相，以.450打擊率排行第三，以及被選為最佳九人（游擊手）。而2006年球季中，打擊率排名全聯盟第二（.343）在美聯最佳球員選舉當中，僅次於明尼蘇達雙城的賈斯汀·摩爾諾。
2007年，以203支安打在安打數排名第三。2008年8月22日，對巴爾的摩金鶯隊的比賽中，達成生涯第2,500支安打。
2008年9月14日，基特在舊洋基體育場從大衛·普萊斯手中敲出超越前輩盧·賈里格在洋基體育場所打出的安打數，成為在洋基體育場打出最多支安打的球員，隨著舊洋基體育場的汰除，後人已無法再打破這個紀錄。
2009年球季，總教練喬·吉拉迪將強尼·戴蒙和基特的棒次對調，基特改由第2棒打第1棒。基特當年也獲選進入明星賽。2009年8月16日，基特在西雅圖水手主場打出生涯第2675支安打，超越Luis Aparicio所保持的紀錄，成為打出最多安打的游擊手。
2009年9月10日，基特在主場面對坦帕灣光芒隊時，從Jeff Niemann手中敲出3支安打，此3支安打幫助基特和盧·賈里格並列成為洋基隊史上打出最多安打（2,721支）的選手，並有繼續更新紀錄的機會。9月13日，基特在主場面對巴爾的摩金鶯隊的先發投手Chris Tillman，打出生涯第2,722支安打，使其在隊史安打數正式超越賈里格，成為洋基隊史現任安打王。
2011年7月9日，主場對坦帕灣光芒的比賽中，基特有單場打擊5支5的表現。3局下半第2個打席時，從光芒隊的先發投手大衛·普萊斯手中擊出全壘打，這一支安打是他生涯第3,000支安打，成為洋基隊史上首位3千安的球員，也是大聯盟第28位3000安俱樂部成員。並且是第2位以全壘打擊出3,000支安打的大聯盟球員（第1位是1999年的Wade Boggs，另外艾力士·羅德里奎茲也在2015年達成此特殊紀錄。）。另外，被基特在洋基體育場擊出最多支安打及全壘打的苦主也是投手大衛·普萊斯。
2012年9月14日，對戰坦帕灣光芒時，基特將生涯安打數紀錄推進至史上前十傑，與舊金山巨人昔日名宿威利·梅斯並列。球季結束時以215支安打，生涯第二度奪得美聯安打王；這是基特第8個單季打出200支安打以上的紀錄，隊史排名第一，與昔日名宿盧·賈里格並列。
2014年

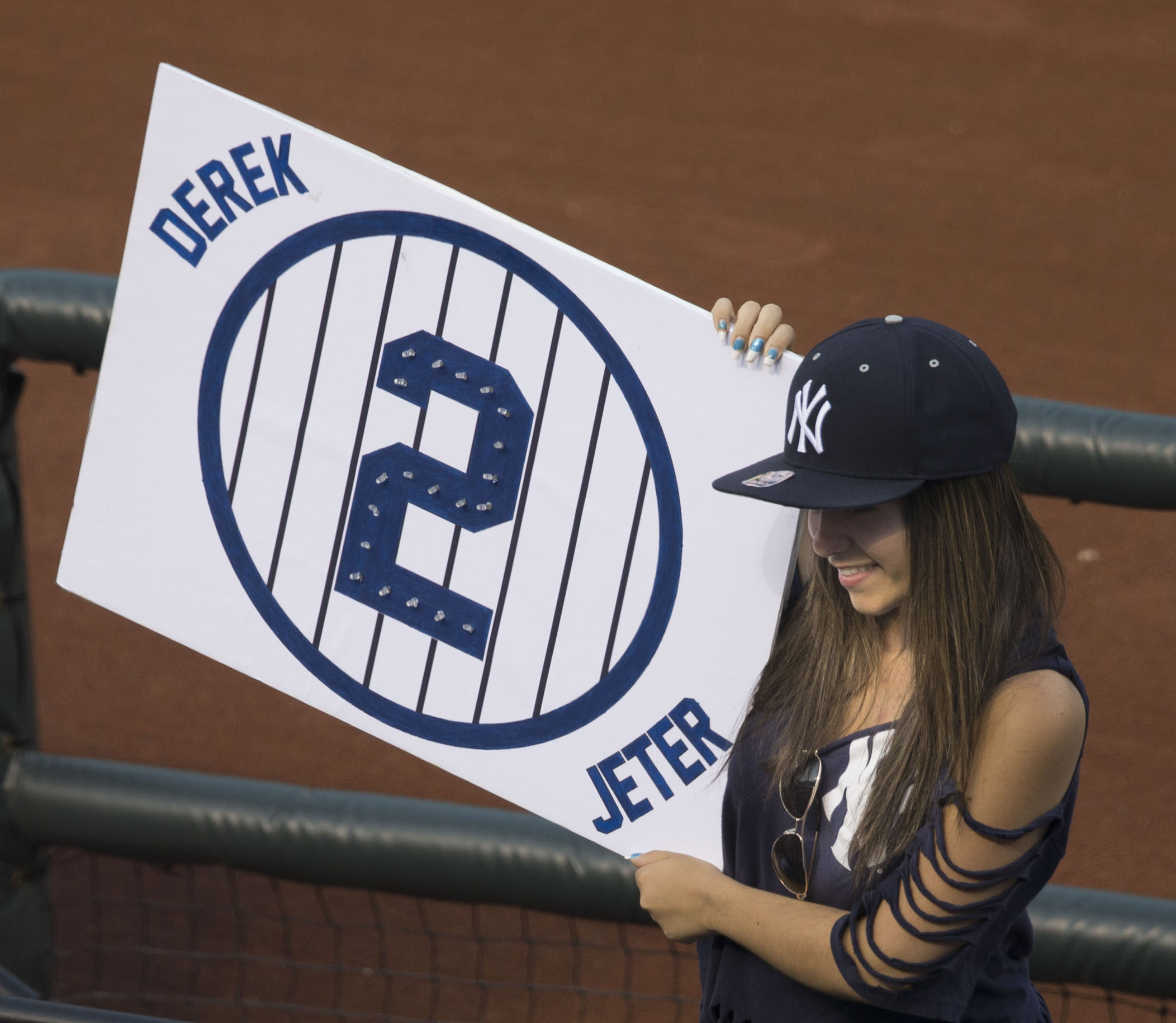
一位基特球迷拿著"JETER"的看板為他加油

季初洋基球團與基特達成1年1200萬美元的合約，這是他生涯最後一年的球員合約。2月12日，基特在個人的社群Facebook上發出聲明，表示2014年將會是他球員生涯的最後一年；而各個球團也相繼表示基特在球季中造訪他們的城市比賽時，會給予基特紀念性的禮物以及捐贈給他所創辦的基金會。
7月10日，對戰克里夫蘭印地安人，基特單場2支安打；這是基特生涯第1,000場至少打出2支安打的比賽，史上只有4位球員達成此成績。接著他獲球迷票選進入2014年全明星賽且打第1棒，不負眾望單場2-2並跑回1分，在4局被換下時接受滿場球迷歡呼。基特生涯在明星賽打擊率高達0.481 (27個打數13安打)，在明星賽至少10個打席以上的球員中排史上第5，且40歲的基特為明星賽史上單場至少擊出2支安打的球員中年紀最大者。基特在7月打破奧馬爾·維茲奎爾在大聯盟史上2,609場比賽擔任游擊先發守備的紀錄，並打破盧·賈里格生涯534支二壘安打的隊史紀錄。7月17日，他跑回生涯第1,900分，成為大聯盟史上第10位達成此項成績的球員，也獲得大聯盟頒贈歷史成就獎（Commissioner's Historic Achievement Award）。這是史上第15位獲頒球員，表揚他生涯所有的守備位置都是在游擊區，是史上最偉大的游擊手之一。
9月25日，基特在洋基主場的最後一場比賽，黑田博樹演出8局失2分的優質先發，使洋基隊5-2領先；但在9局上半換上終結者大衛·羅伯森後連續被打2支全壘打、失掉3分，比賽5-5平手來到9局下半。在9局下半1人出局、2壘有人時輪到基特打擊，他也不負眾望打出再見安打結束比賽，這也是基特在洋基球場的最後一場比賽、最後一個打席。基特決定在洋基生涯最後一個系列賽對戰波士頓紅襪時不擔任游擊手，而以指定打擊身分上場，把生涯最後的游擊手身分留在洋基球場。9月28日，基特生涯的最後一場比賽，對戰紅襪先發投手巴寇茲；3局上半三壘有人時基特打出內野飛球，沒想到三壘手失誤而使跑者回到本壘，基特打出1分打點並成功上到一壘。此時總教練喬·吉拉迪換上布萊恩·麥肯代跑，基特下場時紅襪先發投手巴寇茲與他握手致意，且芬威球場全體球迷給予基特滿場歡呼與掌聲，結束他傳奇的球員生涯。

## 季後賽
基特在季後賽表現突出，統計為.317打擊率、17支全壘打及48分打點，而且季後賽119場比賽中有105場至少上壘一次的記錄。2006年10月3日，他在美聯分區賽對底特律老虎第1場比賽打出5支安打，成為第6位在季後賽獲得這項成就的球員。不過2012年美聯冠軍賽對上底特律老虎時，首戰左腳踝骨折，並開刀治療。

## 國家棒球名人堂
2020年1月21日，基特首度獲得名人堂入選資格。他旋即在全票397票中拿下396票，以史上第二高得票率（99.7%）入選。

## 技術特點
基特的守備經常被美國球評拿來作文章，批評為在大聯盟游擊守備的水準以下，並說沒有他的不良守備，洋基的投手群的自責失分率可以更低一些。基特的守備範圍小、移動速度慢常為人詬病，加上基特是公認的不喜歡撲身攔截滾地球的球員，所以常導致原本可以攔下的球，卻因為他以彎腰的方式去撈，反而撈不到球而穿越游擊防線，導致投手被安打掉分。基特的守備動作優美、並且有一個攔球飛身躍起傳往一壘的招牌美技，但是1年出現機率不到5次，所以對球隊並無實質幫助。常因為守備動作太過講求華麗，缺乏紮實與效率，而被批評為華而不實。
基特的揮棒姿勢屬於由內向外，配合較晚的擊球時機、良好的本壘板紀律、保持重心與灌注力量，不論各種出手姿勢的左右投、內外角的各種球路，他都有辦法敲出長打。分別是：基特的安打落球點比較向中外野至中右方，在洋基球場的全壘打是偏右外野，但在其他球場則能涵蓋四面八方。他也不會追求好球帶外的投球。

## 生涯成績
| 年度 | 球隊   | 出賽  | 打數   | 打點  | 得分  | 安打  | 二壘打 | 三壘打 | 全壘打 | 四死  | 三振  | 盜壘 | 打擊率 | 上壘率 | 長打率 | OPS  |
| 1995 | 洋基隊 | 15    | 48     | 7     | 5     | 12    | 4      | 1      | 0      | 3     | 11    | 0    | .250   | .294   | .375   | .669 |
| 1996 | 洋基隊 | 157   | 582    | 78    | 104   | 183   | 25     | 6      | 10     | 48    | 102   | 14   | .314   | .370   | .430   | .800 |
| 1997 | 洋基隊 | 159   | 654    | 70    | 116   | 190   | 31     | 7      | 10     | 74    | 125   | 23   | .291   | .370   | .405   | .775 |
| 1998 | 洋基隊 | 149   | 626    | 84    | 127   | 203   | 25     | 8      | 19     | 57    | 119   | 30   | .324   | .384   | .481   | .864 |
| 1999 | 洋基隊 | 158   | 627    | 102   | 134   | 219   | 37     | 9      | 24     | 91    | 116   | 19   | .349   | .438   | .552   | .989 |
| 2000 | 洋基隊 | 148   | 593    | 73    | 119   | 201   | 31     | 4      | 15     | 68    | 99    | 22   | .339   | .416   | .481   | .896 |
| 2001 | 洋基隊 | 150   | 614    | 74    | 110   | 191   | 35     | 3      | 21     | 56    | 99    | 27   | .311   | .377   | .480   | .858 |
| 2002 | 洋基隊 | 157   | 644    | 75    | 124   | 191   | 26     | 0      | 18     | 73    | 114   | 32   | .297   | .373   | .421   | .794 |
| 2003 | 洋基隊 | 119   | 482    | 52    | 87    | 156   | 25     | 3      | 10     | 43    | 88    | 11   | .324   | .393   | .450   | .844 |
| 2004 | 洋基隊 | 154   | 643    | 78    | 111   | 188   | 44     | 1      | 23     | 46    | 99    | 23   | .292   | .352   | .471   | .823 |
| 2005 | 洋基隊 | 159   | 654    | 70    | 122   | 202   | 25     | 5      | 19     | 77    | 117   | 14   | .309   | .389   | .450   | .839 |
| 2006 | 洋基隊 | 154   | 623    | 97    | 118   | 214   | 39     | 3      | 14     | 69    | 102   | 34   | .343   | .417   | .483   | .900 |
| 2007 | 洋基隊 | 156   | 639    | 73    | 102   | 206   | 39     | 4      | 12     | 56    | 100   | 15   | .322   | .388   | .452   | .840 |
| 2008 | 洋基隊 | 150   | 596    | 69    | 88    | 179   | 25     | 3      | 11     | 52    | 85    | 11   | .300   | .363   | .408   | .771 |
| 2009 | 洋基隊 | 153   | 634    | 66    | 107   | 212   | 27     | 1      | 18     | 72    | 90    | 30   | .334   | .406   | .465   | .871 |
| 2010 | 洋基隊 | 157   | 663    | 67    | 111   | 179   | 30     | 3      | 10     | 63    | 106   | 18   | .270   | .340   | .370   | .710 |
| 2011 | 洋基隊 | 131   | 546    | 61    | 84    | 162   | 24     | 4      | 6      | 46    | 81    | 16   | .297   | .355   | .388   | .743 |
| 2012 | 洋基隊 | 159   | 683    | 58    | 99    | 216   | 32     | 0      | 15     | 45    | 90    | 9    | .316   | .362   | .429   | .791 |
| 2013 | 洋基隊 | 17    | 63     | 7     | 8     | 12    | 1      | 0      | 1      | 8     | 10    | 0    | .190   | .288   | .254   | .542 |
| 2014 | 洋基隊 | 145   | 581    | 50    | 47    | 149   | 19     | 1      | 4      | 35    | 87    | 10   | .256   | .304   | .313   | .617 |
| 合計 | 20年   | 2,747 | 11,195 | 1,311 | 1,923 | 3,465 | 544    | 66     | 260    | 1,082 | 1,840 | 358  | .310   | .377   | .440   | .817 |

### 特殊紀錄
- 1994 BASEBALL AMERICA 小聯盟年度最有價值球員
- 美國職棒明星賽：1998年～2002年、2004年、2006年～2012年、2014年
- 明星賽MVP：2000年
- 克萊門特獎：2009年
- 貝比魯斯獎：2000年
- 世界大賽MVP：2000年
- 美聯漢克阿倫獎：2006年、2009年
- 美聯游擊手金手套獎：2004年～2006年、2009年、2010年
- 美聯游擊手銀棒獎：2006年～2009年、2012年
- 美聯新人王：1996年
- 美聯安打王：1999年、2012年
- 世界大賽冠軍：1996年、1998年、1999年、2000年、2009年

## 軼事
- 基特在1996年成立Turn 2 Foundation，目的是協助青少年脫離毒品和酗酒的禍害以及為成功脫離毒品青少年獲得獎勵，名字是根據棒球用語雙殺以及他的球衣號碼所命名。[23]
- 他在2K Games的棒球遊戲MLB2K5、MLB2K6和MLB2K7成為遊戲的封面人物，他也在Acclaim Games 的 All Star Baseball 01-05成為遊戲的封面人物, 04年版本更是有特別命名權的人物，也為當時現役的30個球場做介紹評述。
- 他曾經哥倫比亞廣播公司節目六十分鐘時事雜誌成為焦點。[24]

## 個人生活
- 基特的私人生活與花邊新聞一向多采多姿，也是紐約市民茶餘飯後的話題之一，交過的女友當中不乏許多女明星或名模例:歌手瑪麗亞·凱莉、潔西卡·艾巴、拉臘·杜塔、喬丹娜·布魯斯特、阿德瑞娜·利瑪、潔西卡·貝兒等，其中以瑪麗亞·凱莉、潔西卡·艾巴的交往最受人注目。
- 2016年7月9日，基特和模特兒漢娜·戴維斯結婚。

## 外部連結
- 球員資訊和成績在MLB ，ESPN ，Retrosheet ，Baseball Reference ，Baseball Reference (Minors) ，Fangraphs ，The Baseball Cube （英文）
- 德瑞克基特官方網站
- An Inside Look at Derek Jeter from InsideTheYankees.com
- 德瑞克·基特在台灣棒球維基館上的頁面（繁體中文）